# Nadia Tueni
Nadia Tueni (ur. w 1935 w Baklin, zm. w 1983 w Bejrucie) – libańska poetka, tworząca w języku francuskim, druzyjka, siostra byłego ministra telekomunikacji, Marwana Hamadeha, żona dziennikarza Ghassana Tueniego, matka Dżubrana Tueniego.

## Twórczość
- Les Textes blonds, 1963.
- L'Âge d'écume, 1965.
- Juin et les Mécréantes, Seghers, 1968.
- Poèmes pour une histoire, 1972, Seghers, nagroda Académie française w 1973.
- Le Rêveur de Terre, 1975, Seghers.
- Liban: vingt poèmes pour un amour, 1979, Bejrut.
- Archives sentimentales d'une guerre au Liban, 1982, Bejrut.
- La Terre arrêtée, recueil posthume, 1984, Belfond.
- Une guerre pour les autres, Lattès, 1985.
- De ma fenêtre sans maison, Le Chêne, 1996.
- Jardinier de ma mémoire, Flammarion, 1998.
- Nadia Tueni, Les œuvres poétiques complètes. Éditions Dar An-Nahar, 1986.
- Nadia Tueni, La prose. Éditions Dar An-Nahar, 1986.